# Caryota obtusa
Caryota obtusa är en enhjärtbladig växtart som beskrevs av William Griffiths. Caryota obtusa ingår i släktet Caryota och familjen Arecaceae. Inga underarter finns listade i Catalogue of Life.

## Bildgalleri

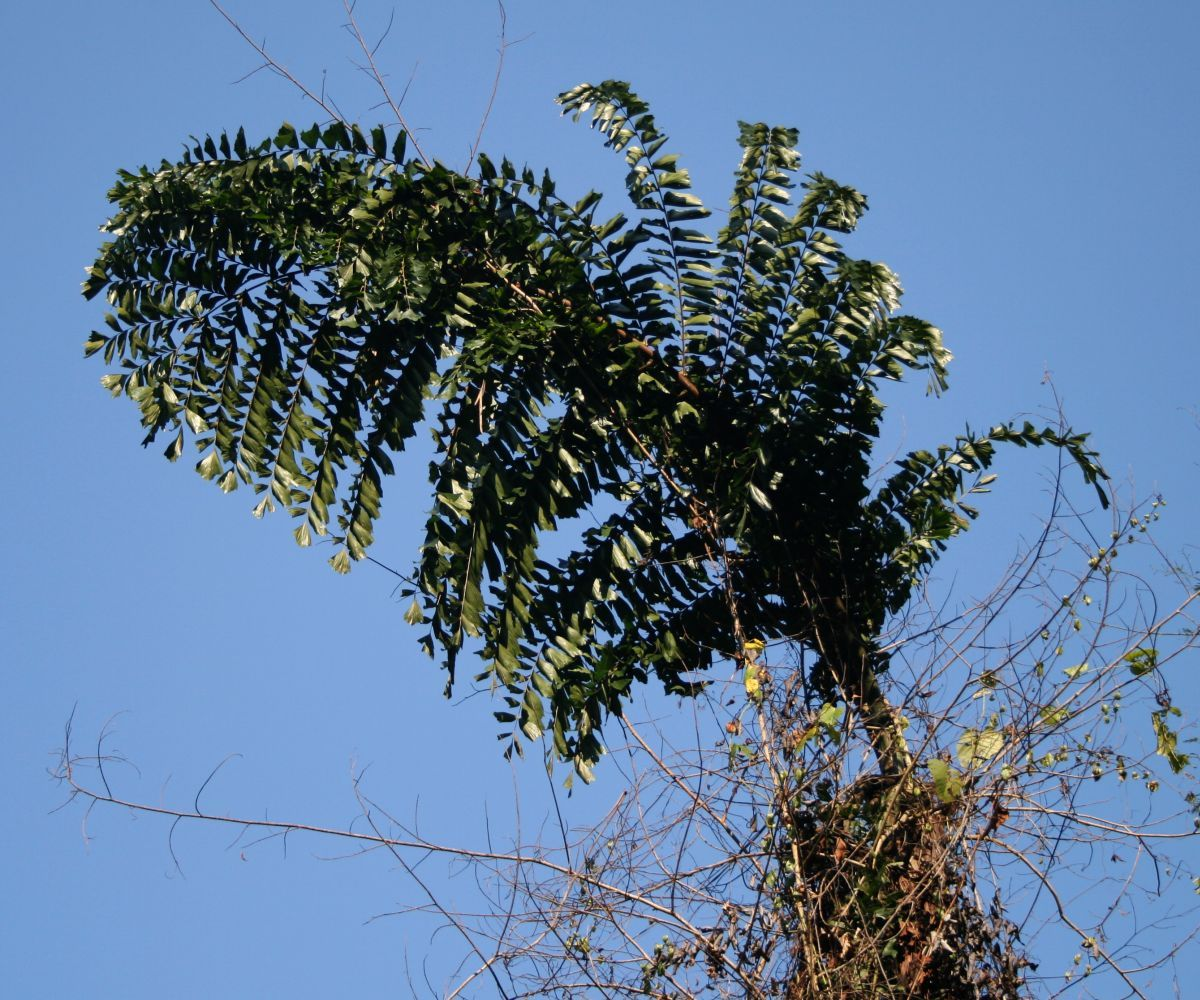
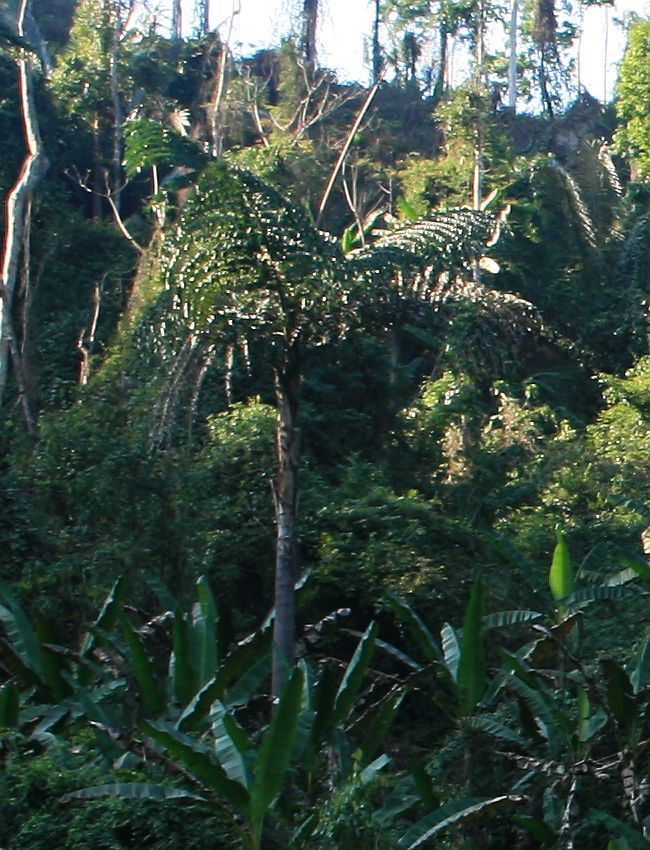
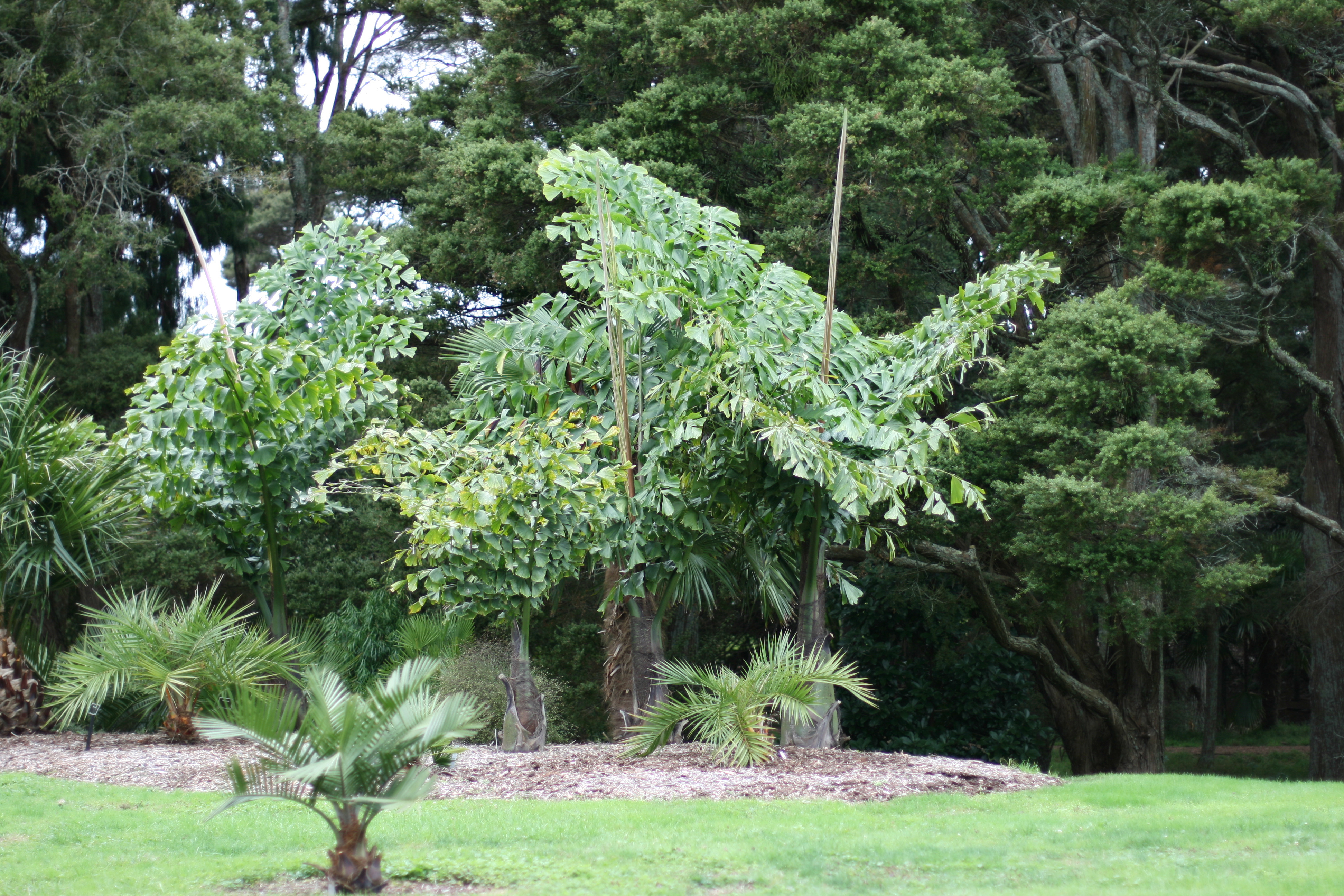
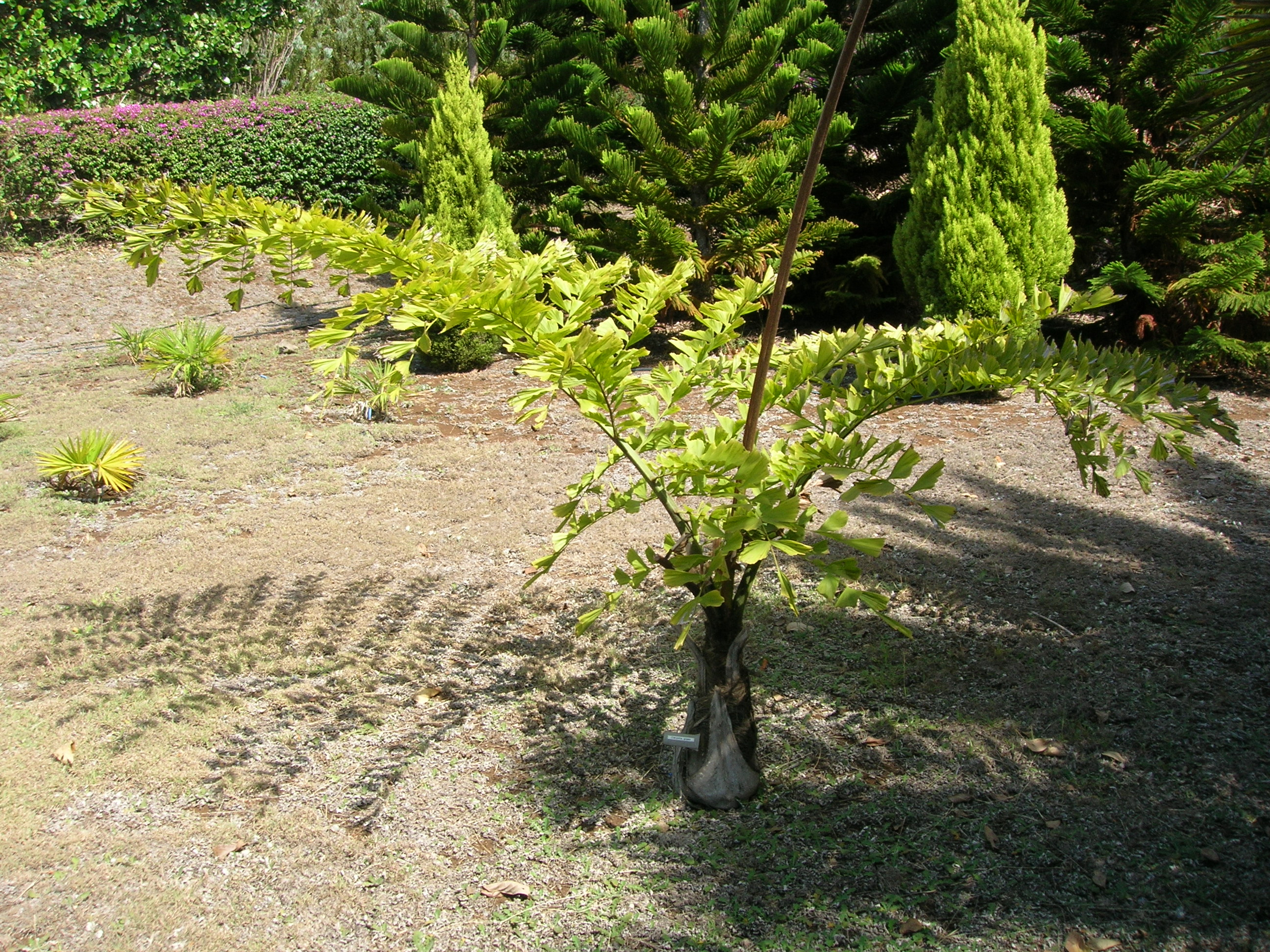